# Kip svobode
Kip svobode (angleško Statue of Liberty; s polnim imenom Liberty Enlightening the World, francosko La Liberté éclairant le monde, slovensko Svoboda razsvetljuje svet) je ameriški spomenik, kolosalna neoklasicistična skulptura, delo francoskega kiparja Frederica Augusta Bartholdija. Stoji na otoku Liberty island ob ustju reke Hudson v newyorškem pristanišču, postavljen 28. oktobra 1886 ob stoti obletnici neodvisnosti ZDA kot darilo francoskega ljudstva Američanom in predstavlja pozdrav vsem obiskovalcem, tudi priseljencem, ki so prihajali v Ameriko. Kip je od leta 1924 skupaj s postajo za priseljence na otoku Ellis del Državnega spomenika, od leta 1984 pa na seznamu Unescove svetovne kulturne dediščine.
Kip ženske figure predstavlja Libertas, rimsko boginjo svobode, ki v iztegnjeni visoko dvignjeni desni roki drži pozlačeno baklo, v levi roki pa nosi tabulo ansata (ploščo z lastovičjimi ročaji), na kateri je natisnjen datum ameriške deklaracije neodvisnosti, 4. julij 1776. Ob njenem vznožju leži pretrgana veriga (v spomin na nedavno nacionalno odpravo suženjstva). Kip svobode je eden najznačilnejših ameriških simbolov, ikona svobode in ZDA. Z višino kipa 46,05 metra in skupno višino 92,99 metrov spada med najvišje kipe sveta, do leta 1959 je bil najvišji.

## Zgodovina
Bartholdija je navdahnil francoski profesor prava in politik Édouard René de Laboulaye, ki naj bi leta 1865 razlagal, da bi vsak spomenik, postavljen v čast ameriški neodvisnosti, bil temu primerno skupni projekt francoskega in ameriškega naroda. Zaradi težavnega političnega položaja v Franciji se je delo na spomeniku začelo šele v začetku 70. let 19. stoletja. Leta 1875 je Laboulaye predlagal, da Francija financira kip, medtem ko ZDA poskrbi za mesto postavitve in zgraditev podstavka. Bartholdi je dokončal glavo in roko z baklo še preden je bil kip v celoti zasnovan. Oba dela kipa sta bila predhodno razstavljena za javnost na več mednarodnih razstavah.
Roka z baklo je bila prikazana na svetovni razstavi v Filadelfiji ob stoletnici podpisa Deklaracije o Ameriški neodvisnosti 1876 ter od leta 1876 do 1882 v Madison Square parku v New Yorku. Zbiranje sredstev se je izkazalo za zahtevno, zlasti za Američane, in z letom 1885 delo na podstavku zaradi pomanjkanja oteženo. Založnik New York Worlda Joseph Pulitzer je s kampanjo za donacije, s katero bi dokončal projekt, pritegnil več kot 120.000 vlagateljev, od katerih je večina prispevala manj kot en dolar. Kip je bil zgrajen v Franciji, odpremljen čez Atlantik na krovu francoske fregate »Isere« v zabojnikih in sestavljen na že dograjenem granitnem podstavku v obliki zvezde Fort Wooda na otoku, tedanjem Bedloe's Islandu. Dokončanje kipa 28. oktobra 1886 sta zaznamovali prva newyorška parada s konfeti in otvoritvena proslava pred več tisoč ljudmi, ki ji je predsedoval tedanji predsednik ZDA Grover Cleveland.
Kip je do leta 1901 upravljal ameriški Odbor za svetilnike, od 1901 do 1933 ameriško vojno ministrstvo, od 1933 pa je bil vzdrževan s strani ameriškega Urada narodnih parkov. Večino leta 1938 je bil zaradi obnove zaprt. V začetku 80. letih 20. stoletja so ob pregledu ugotovili, da se je stanje kipa poslabšalo do take mere, da je bila potrebna obsežna obnova. Med zaprtjem 1984-1986 je bila zamenjana roka z baklo in večina notranjega ogrodja. Za dlje časa se je območje spomenika zaprlo po napadih 11. septembra 2001 zaradi varnosti. Podstavek je bil ponovno odprt v letu 2004, sam kip pa v letu 2009, pri čemer je bilo omejeno število obiskovalcev z dovoljenjem za vzpon na krono. Ponovno je bil kip zaprt za leto dni do 28. oktobra 2012, ko so mu namestili dodatno stopnišče in ostale varnostne funkcije. Le dan kasneje so morali zaradi orkana Sandy zapreti sam otok, na katerem stoji kip. Tako otok kot kip sta bila ponovno odprta 4. julija 2013. Javni dostop do balkona okoli bakle je zaprt zaradi varnostnih razlogov vse od leta 1916.

## Izvor
Izvor projekta Kipa svobode se včasih zasledi v komentarju, ki ga je dal sredi leta 1865 francoski profesor prava Édouard René de Laboulaye. V večernem pogovoru na svojem domu v Versaillesu naj bi Laboulaye, goreč podpornik severnjaške Zveze v ameriški državljanski vojni, dejal, da če se naj bi postavljal spomenik v Združenih državah v spomin na njihovo neodvisnost, bi si mislil, da je edino naravno, da se postavi v združenem naporu - skupnem delu francoskega in ameriškega naroda. Urad narodnih parkov je v poročilu iz leta 2000 zapisal, da je to legendo izsledil v pamfletu za zbiranje sredstev iz leta 1885, medtem ko je bil sam kip najverjetneje zasnovan v letu 1870.
Po Bartholdiju, ki je kasneje pripovedoval to zgodbo, Laboulayev komentar ni bil mišljen kot predlog, ga je pa vseeno navdihnil. Ob tedanji represivni naravi režima Napoleona III. Bartholdi ob ideji ni takoj ukrepal razen, da je o njej razpravljal z Laboulayem. Bartholdi je bil razen tega zaposlen že z drugimi možnimi projekti. V poznih 60. letih se je sešel z egiptovski kedivom Ismailom Pašo z načrtom postavitve velikega svetilnika v obliki staroegičanse ženske fellah s pokončno baklo na severnem vhodu v Sueški prekop v Port Saidu. Za predlagano delo so bili narejeni modeli in skice, vendar do odločitve o izgradnji ni prišlo. Za sueški predlog je bil podan klasični primer rodoškega kolosa: antičnega bronastega kipa grškega boga sonca Heliosa, za katerega se domneva, da je bil visok preko 30 metrov, podobno postavljen ob vhodu v pristanišče na otoku Rodos.
Vsak večji projekt je nadalje zamujal zaradi francosko-pruske vojne, v kateri je Bartholdi služil kot policijski častnik. V vojni je bil Napoleon III. zajet in odstavljen, Bartholdijeva domača provinca Alzacija predana Prusom, v Franciji pa se je vzpostavila bolj liberalna republika. Ker je Bartholdi načrtoval potovanje v Ameriko, se je z Laboulayem odločil, da je pravi čas za pogovor o ideji z vplivnimi Američani. Junija 1871 je Bartholdi odpotoval s predstavitvenimi pismi, pod katere se je podpisal Laboulaye. Ob vstopu v newyorško pristanišče se je Bartholdi osredotočil na Bedloe's Island kot prostor za postavitev kipa, pri tem je bil vesel ob spoznanju, da si otok lasti ameriška vlada za obrambo pristanišča. Ob srečanju s številnimi vplivnimi Newyorčani je Bartholdi obiskal tudi predsednika Ulyssesa Granta, ki mu je zagotovil, da ne bo težko pridobiti prostora za kip. Združene države je Bartholdi prepotoval dvakrat z vlakom, ob tem srečal mnoge, za katere je menil, da bodo razumevajoči do projekta. Kljub temu je ostal zaskrbljen ob javnem mnenju na obeh straneh Atlantika, nezadostno podpirajočim do predloga; z Laboulayem sta se zato odločila, da počakata z izgraditvijo javne kampanje.
Bartholdi je naredil prvi model v letu 1870, in nadaljeval z razvijanjem zamisli po vrnitvi v Francijo. Poleg tega je delal tudi na številnih plastikah, namenjenih krepitvi francoskega patriotizma po porazu proti Prusom. Ena od teh je bil Belfortski lev, mogočen kip vklesan v peščenjaku pod Belfortsko trdnjavo, ki se je v času vojne zoperstavljala pruskemu obleganju več kot tri mesece. Kljubovalen lev, 22 metrov dolg in pol toliko visok, prikazuje čustveno kakovostno značilnost romanticizma, ki ga je Bartholdi kasneje vnesel v Kip svobode.

## Izgled, slog in simbolika
Bartholdi in Laboulaye sta razmišljala, kako najbolje izraziti idejo ameriške svobode. V zgodnji ameriški zgodovini sta bili pogosto uporabljeni dve ženski figuri kot kulturna simbola naroda. Ena od teh simbolov, personificirana Kolumbija, je bila videna kot utelešenje Združenih držav na način, da je Britannia bila povezana z Združenim kraljestvom, Marianne pa je predstavljala Francijo. Kolumbija je izpodrinila predhodni lik avtohtone ameriške indijanske princese, ki je obveljala za necivilizirano in zaničljivo pred Američani. Druga pomembna ženska ikona v ameriški kulturi je upodabljala svobodo, izhajajoč iz Libertas, boginje svobode, široko čaščene v starem Rimu, zlasti med osvobojenimi sužnji. Lik Svobode je krasil večino tedanjih ameriških kovancev, upodobitve Svobode so se pojavljale v ljudski umetnosti, vključno s Kipom svobode Thomasa Crawforda iz leta 1863 na vrhu kupole ameriškega Kapitola.
Umetniki 18. in 19. stoletja so prizedavajoč si, da bi obudili republikanske vzore, pogosto uporabljali upodobitve Svobode kot alegorični simbol. Lik Svobode je bil prav tako upodobljen na velikem pečatu Francoske republike. Bartholdi in Laboulaye sta se izognila podobi revolucionarne Svobode, kot je bila prikazana na Delacroixevi Svoboda vodi ljudstvo (1830). Na tej sliki, ki ponazarja francosko julijsko revolucijo, na pol slečena Svoboda vodi oboroženo množico preko trupel padlih. Laboulaye ni imel nobenega razumevanja do revolucije in bi bila tako Bartholdijeva figura polno odeta v valujočo haljo. Bartholdi je želel dati kipu namesto vtisa nasilja v Delacroixovem delu umirjen videz, z izbiro bakle predstavljajoče napredek, ki bi jo kip držal v roki.
Crawfordov kip je bil oblikovan v zgodnjih 50. letih 19. stoletja. Prvotno je bil kronan s pilosom, kapo dano osvobojenim sužnjem v starem Rimu. Vojni minister Jefferson Davis, južnjak, ki je kasneje služil kot predsednik Konfederacijskih držav, zaskrbljen glede tega, da bi bil pilos vzet kot abolicionistični simbol, je ukazal, da se mora pilos zamenjati s čelado.
Ob tem, da Delacroixev lik nosi pilos, je tudi Bartholdi sprva razmišljal postaviti pileus na svoj kip. Namesto tega je za pokritje glave kipa uporabil diadem oz. krono, s čimer se je izognil referenci z Marianne, ki vedno nosi pilos. Krona s sedmerimi žarki oblikuje avreolo, izposojeno iz antične predstave bogov sonca, Heliosa oz. Sola; Prvotno simbolizira sonce, tukaj sedem morij, sedem celin, skupaj z baklo naznanja sporočilo, da Svoboda razsvetljuje svet.
Bartholdijevi zgodnji modeli so si bili vsi podobni v zamisli: ženska figura v neoklasicističnem slogu predstavljajoč svobodo, nosi stolo in pello (značilno pri upodobitvah rimskih boginj) in držečo baklo visoko v zrak. Obraz naj bi bil oblikovan po Bartoldijevi materi Charlotte Beysser Bartholdi; drugi viri kot model navajajo Isabello Eugenie Boyer, ženo ameriškega iznajditelja in podjetnika Isaaca Singerja Bartholdi je zasnoval figuro z izrazno nezapleteno silhueto, s čimer se je dobro dvignila iznad kulise pristanišča. Ladijski potniki bi jo tako lahko zaznali iz različnih zornih kotov, ko bi se približevali Manhattnu. Figuri je dal poudarjene klasične poteze in pri tem uporabil  poenostavljeno modeliranje, odsevajoč ogromen obseg projekta in slovesen pomen.
Bartholdi je ob razvijajočem se projektu naredil spremembe v dizajnu. Premišljeval je o tem, da bi Svoboda držala v rokah pretrgano verigo, vendar se odločil, da bi bilo to preveč sporno v dnevih po državljanski vojni. Pokončni kip se dejansko dviguje nad pretrgano verigo, napol skrito pod haljo, ki jo je s tal težko opaziti. V začetju je bil Bartholdi negotov glede tega, kaj Svobodi položiti v levo roko; njegov izbor je padel na tabulo ansata, ploščo v obliki sklepnika, simbol sodnega prava. Čeprav je Bartholdi zelo občudoval Ustavo Združenih držav, si je za napis na plošči izbral "JULY IV MDCCLXXVI" (4. julij 1776) in tako datum ameriške Deklaracije o neodvisnosti povezal s pojmom svobode.
Posvetovanja z livarno Gaget, Gauthier & Co. so Bartholdija vodila k zaključku, da mora biti vrhnja plast kipa narejena iz bakrene pločevine, oblikovane z metodo repoussé. Prednost te izbire je bila, da bi bil celotni kip s svojo prostornino lahek, baker bi rabil biti debel zgolj 2,4 mm. Za kip se je odločil, da bo visok 46 metrov, to je še enkrat višji od kipa sv. Karla Boromejskega v italijanski Aroni oz. kipa germanskega Arminija v nemškem Tevtoburškem gozdu, obeh izdelanih po istem postopku.
K projektu mu je uspelo pridobiti svojega nekdanjega učitelja, arhitekta Viollet-le-Duca, ki je znotraj kipa načrtoval opečnati steber, v katerega bi bila zasidrana bakrena obloga.

### Napoved in začetek del
Leta 1875 so se politične razmere v Franciji stabilizirale, opomoglo se je tudi gospodarstvo. Naraščajoče zanimanje za skorajšnjo svetovno razstavo v Philadelphii je spodbudilo Labolayeja k iskanju javne podpore. S projektom, ki ga je predstavil septembra 1875, je dal osnovo francosko-ameriški zvezi, katera naj bi poskrbela za finančna sredstva. Z napovedjo je kip dobil ime Liberty Enlightening the World; Francozi naj bi financirali kip, Američani pa podstavek. Napoved je na dan priklicala vsesplošno odobravanje, čeprav so številni Francozi zamerili Združenim državam, ker je izostala njihova podpora med francosko prusko vojno. Francoski monarhisti so nasprotovali kipu, če ne zaradi drugega razloga, pa zaradi tega, ker ga je predlagal liberalni Laboulaye, ki je bil nedavno tega izvoljen za doživljenjskega senatorja Francije. Laboulaye je organiziral dogodke, s katerimi bi pritegnil bogate in vplivne, vključno s posebno uprizoritvijo v Pariški operi 25. aprila 1876, novo kantato Charlesa Gounoda La Liberté éclairant le monde.
Kljub začetnemu osredotočenju na elite je bila Francosko-ameriška zveza uspešna pri zbiranju sredstev v celotni francoski družbi. Dajali so jo od osnovnošolskih otrok in navadnih državljanov do 181 francoskih občin. Podprli so ga tako Labolayejevi politični zavezniki kot potomci francoskega kontingenta v ameriški državljanski vojni. Manj idealistično so prihajali prispevki od tistih, ki so upali na ameriško podporo pri francoskem poskusu zgraditve Panamskega kanala. Baker naj bi prihajal iz različnih virov, med drugim iz norveškega rudnika pri Visnesu, čeprav to ni bilo prepričljivo potrjeno po testiranju vzorcev. Po knjigi o Kipu svobode Care Sutherland, ki jo napisala za Newyorški muzej, je bilo za izgradnjo kipa potrebnih skoraj 91 ton bakra, , od tega jih je prispeval dobrih 58 ton francoski industrialist Eugène Secrétan. Zgodovinarka Yasmin Khan je v svoji knjigi iz leta 2010 navedla, da je Japy Frères, trgovec z bakrom, doniral v vrednosti 64 tisoč takratnih frankov.
Čeravno načrti za kip še niso bili dokončani, je Bartholdi vnaprej pričel z izdelavo desne roke z baklo in glave, v delavnici Gaget, Gauthier & Co. Maja 1876 je Bartholdi odpotoval v Združene države kot član francoske delegacije na Svetovno razstavo in se dogovoril za razstavitev ogromne slike kipa, ki bi bila prikazana v New Yorku kot del slavja ob stoti obletnici razglasitve ameriške neodvisnosti. Roka ni prispela v Philadelphijo vse do avgusta, zaradi tega tudi ni bila na seznamu razstavnega kataloga; medtem ko so jo nekateri pravilno predstavili kot del Kipa, so jo drugi poimenovali za »kolosalno roko« ali »Bartholdijevo električno luč« Razstavni prostori so vsebovali številna monumentalna umetniška dela, ki so se potegovala za pozornost obiskovalcev, tudi Bartholdijev pretirani Vodnjak. Ne glede na to se je roka izkazala za najbolj popularno na poslednjih dnevih razstave, obiskovalci so lahko plezali na balkon bakle in gledali od zgoraj na razstavne eksponate. Po njenem zaprtju so roko prenesli v New York, kjer je ostala na pogled v Madison Square Parku več let preden se je vrnila v Francijo, da bi se združila z ostalim kipom.
V času svojega drugega potovanja v Združene države je Bartholdi govoril o projektu več različnim skupinam in pozval k oblikovanju ameriških odborov Francosko-ameriške zveze. Donatorski odbori so bili ustanovljeni v New Yorku, Bostonu in Philadelphiji. Newyorška skupina je na koncu prevzela večino odgovornosti za zbiranje sredstev in se pogosto označuje kot "Ameriški odbor". Eden od članov te skupine je bil med drugim tudi tedaj 19-letni Theodore Roosevelt, bodoči guverner New Yorka in predsednik Združenih držav. 3. marca 1877 je ob svojem zadnjem dnevu v uradu predsednik Grant podpisal skupno resolucijo, ki je pooblaščala predsednika Združenih držav, da sprejme kip s strani Francije in izbere prostor, kamor bo postavljen. Grantov naslednik Rutherford B. Hayes, ki je prevzel urad naslednji dan, si je za prostor, kjer naj bi bil postavljen kip, izbral otok Bedloe's Island, ki ga je predlagal že Bartholdi.

### Gradnja v Franciji
Ob svoji vrnitvi v Pariz leta 1877 se je Bartholdi skoncentriral na dokončanje glave, ki je bila razstavljena na Pariškem sejmu 1878. Nadaljevalo se je zbiranje sredstev, naprodaj so bili modeli kipa. Ponujene so bile tudi vstopnice za ogled gradnje v delavnici Gaget, Gauthier & Co. Francoska vlada je odobrila loterijo, na kateri sta bili kot nagradi dani tudi vredni srebrni krožnik in terakota model kipa. Do konca leta 1879 je bilo zbranih približno 250 tisoč frankov.
Glava in roka sta bili zgrajeni s pomočjo Viollet-le-Duca, ki je leta 1879 zbolel in kmalu zatem umrl, pri čemer ni zapustil nikakršnega namiga, kako je nameraval povezati bakreno oblogo z njegovim predlaganim opečnatim stebrom. Naslednje leto si je Bartholdi uspel zagotoviti storitve inovativnega oblikovalca in graditelja Gustava Eiffla. On in njegov glavni inženir Maurice Koechlin sta sklenila namesto opečnatega stebra zgraditi stolp z železnim ogrodjem. Eiffel se je pri tem odločil, da ne bo uporabil povsem toge strukture, ki bi povzročila, da bi se na oblogi začele kopičiti sile, kar bi sčasoma privedlo do preloma. Da bi kipu omogočil rahlo gibanje ob vetrovih, ki pihajo v newyorškem pristanišču, in raztezanje kovine v poletni vročini, je ohlapno spojil podporno strukturo z bakreno oblogo, pri tem pa uporabil mrežasto ogrodje s kovinskimi trakovi, tim. "sedli", zakovičenimi na oblogo, kar bi mu dalo trdno oporo. V delovno intenzivnem procesu je moralo biti vsako sedlo ročno izdelano. Za preprečitev galvanske korozije med bakreno oblogo in železnim ogrodjem je Eiffel izoliral oblogo z azbestom impregniranim s šelakom. Sprememba materiala podpornega ogrodja je Bartholdiju dopustila spremembo načrtov pri postavitvi kipa. Prvotno je pričakoval, da bo oblogo sestavil na mestu samem potem, ko bo zgrajen opečnati steber; namesto tega se je odločil, da bo kip sestavil že v Franciji, ga razstavil in prepeljal v Združene države ter znova sestavil na samem otoku.
Eifflovi načrti so naredili kip za enega najzgodnejših primerov konstrukcije zavesne stene, pri kateri zunanjost strukture ni nosilna stena ampak je podprta z notranjim ogrodjem. Vanj je vključil dvoje notranjih polžastih stopnišč in s tem omogočil obiskovalcem lažji dostop do razgledne točke na kroni. Dostop do razgledne ploščadi okoli bakle je bil prav tako zagotovljen, sama ozkost roke pa je dovoljevala zgolj eno samo lestev v dolžini dvanajstih metrov.
Medtem ko je stolp rasel, sta Eiffel in Bartholdi pazljivo koordinirala njuno delo, tako da bi se končani deli obloge točno prilegali podporni strukturi. Sestavni deli stolpa so bili zgrajeni v Eifflovi tovarni v bližnjem pariškem predmestju Levallois-Perret.
S simboličnim dejanjem je prvo kovico postavljeno v oblogo, s katero je bila pričvrščena bakrena plošča na palec kipa, zabil ameriški veleposlanik v Franciji Levi P. Morton. Obloga se kljub vsemu ni izdelovala v točno določenem zaporedju od spodaj navzgor; delo je napredovalo na številnih odsekih istočasno po principu, pogosto nejasnim za obiskovalce. Nekatera dela so bila opravljena s strani pogodbenikov; enega od prstov je dal tako izdelati po Bartholdijevih točnih navodilih bakrar v južnem francoskem mestu Montauban. Do leta 1882 je bil kip zgrajen vse do pasu, ta dogodek pa je Bartholdi proslavil s povabilom novinarjem na kosilo na ploščadi, postavljeni znotraj kipa. Laboulayeja, ki je umrl leta 1883, je nasledil kot predsednik francoskega odbora Ferdinand de Lesseps, graditelj Sueškega kanala. Dokončani kip je bil formalno predstavljen veleposlaniku Mortonu na proslavi v Parizu 4. julija 1884, na kateri je de Lesseps oznanil, da je francoska vlada sklenila dogovor o plačilu prevoza kipa v New York. Kip je ostal nedotaknjen v Parizu čakajoč na zadostni napredek pri izgradnji podstavka do januarja 1885, ko je bil razstavljen in zapakiran v zaboje poslan na oceansko potovanje.

### Zbiranje finančnih sredstev, kritike in gradnja v Združenih državah
Odbori v Združernih državah so se soočali z velikimi težavami ob pridobivanju finančnih sredstev za izgradnjo podstavka. Panika leta 1873 je vodila v gospodarsko depresijo, ki je vztrajala skozi večino desetletja. Projekt kipa svobode ni bil edini tak podvig, ki bi imel težave pri zbiranju denarja. Izgradnja obeliska, kasneje znanega kot Washingtonov spomenik, je včasih zastala več let, preden je bila končana po skoraj štirih desetletjih. Kritike so padale tako glede Bartholdijevega kipa kot dejstva, da so morali Američani za samo postavitev kipa plačati račun za njegovo podnožje. V letih, ki so sledila državljanski vojni, je večina Američanov rajši videla realistična umetniška dela, ki so upodabljala junake in dogodke iz njihove zgodovine, kot pa neka alegorična dela, kot je bil Kip svobode. Obstajal je tudi občutek, da bi morali ameriška javna dela oblikovati sami Američani; izbira Italijana Constantina Brumidija, da okrasi Kapitol. je izzvala ostro kritiko, čeprav je bil naturaliziran ameriški državljan.
Revija  Harper's Weekly je menila, da bi lahko Bartholdi bil zmožen dati tako kip kakor tudi podstavek, časopis The New York Times pa je dal izjavo, da noben pravi domoljub ne more odobravati takih stroškov za bronaste ženske v trenutnem stanju naših financ. Ameriški odbori so soočeni s temi kritikami storili le malo več let.
Osnova Bartholdijevega kipa naj bi bila položena znotraj trdnjave Fort Wood, opuščene vojaške baze na otoku Bedloe's Island, zgrajene med letoma 1807 in 1811. Po letu 1823 je bila le redko uporabljena, med državljansko vojno je služila kot naborna postaja. Utrdba je imela obliko enajstkrake zvezde. Osnova kipa in podstavek sta bila poravnana tako, da bil kip obrnjen na jugovzgod proti Atlantiku in pozdravljal ladje, ki bi pristajale v newyorškem pristanišču. Leta 1881 je newyorški odbor imenoval Richarda Morrisa Hunta, da oblikuje podstavek. V nekaj mesecih je Hunt predložil podroben načrt, v katerem je pričakoval, da bo izgradnja podstavka trajala približno devet mesecev. Predlagal je podstavek visok 35 metrov, vendar ga je odbor zaradi finančnih težav znižal na 27 metrov.
Huntova zasnova podstavka vsebuje elemente klasične arhitekture, vključno z dorskimi portali, velika masa je razdrobljena z arhitekturnimi podrobnostmi, tako da je pozornost usmerjena na kip. Podstavek ima obliko prirezane piramide, z dolžino kvadratne stranice 18,9 metra na dnu in 12 metrov na vrhu piramide; vse štiri strani so si po izgledu identične. Nad vrati vsake od štirih strani se nahaja po deset kolutov, na katere naj bi, kot je Bartholdi predlagal, pripeli grbe zveznih držav (med letoma 1876 in 1889 so ZDA imele 40 zveznih držav), vendar se to ni zgodilo. Nad tem se na vsaki strani nahaja balkon, obdan s stebri. V bližini vrha podstavka je Bartholdi postavil razgledno ploščad, nad katero se dviguje sam kip. Po pisatelju Louisu Auchinclossu podstavek vzbuja robustno moč antične Evrope, nad katero se dviga dominantna figura Kipa svobode. Odbor je najel nekdanjega generala Charlesa Pomeroya Stonea, da nadzira izvedbo del. Gradnja 4,57 metrov globokega temelja se je začela v letu 1883, temeljni kamen je bil položen 5. avgusta 1884. Prvotna Huntova zamisel  je bila, da mora biti podstavek narejen iz trdnega granita, vendar so ga finančne skrbi prisilile k temu, da je predelal načrte; končni načrt je klical k do 6,1 metra debeli betonski steni, obdani z granitnimi bloki. Vlita betonska masa je bila do tedaj največja na svetu.
Zbiranje sredstev za kip se je pričelo v letu 1882. Odbor je organiziral veliko število dogodkov za povečevanje finančnih sredstev. Kot del teh naporov je bila avkcija umetniških del in rokopisov, na kateri so pesnico Emmo Lazarus prosili, naj prispeva svoje izvirno delo. Sprva je odklonila rekoč, da ne more napisati pesmi o kipu. V tem času je tudi sodelovala pri pomoči beguncem v New Yorku, ki so bežali pred antisemitskimi pogromi iz vhodne Evrope. Ti begunci so bili prisiljeni živeti v pogojih, ki jih premožna Lazarusova ni nikoli izkusila. Našla je pot, da izrazi svoje sočutje do beguncev v povezavi s kipom. Napisala je sonet Novi kolos, katerega del besedila "Give me your tired, your poor/Your huddled masses yearning to breathe free", enkratno povezan s Kipom svobode, je vklesan na bronasti plošči v temelju Kipa svobode.
Tudi s temi napori je zbiranje sredstev zamujalo. Guverner New Yorka Grover Cleveland je dal veto na račun, ki bi projektu Kipa svobode v letu 1884 dal na razpolago 50 tisoč dolarjev. Poskus naslednje leto, da bi Kongres zagotovil 100 tisoč dolarjev, dovolj za dokončanje projekta, je padel, ko se demokratski poslanci niso hoteli strinjati z nakazilom. Newyorški odbor, z le 3 tisoč dolarji na svojem bančnem računu, je delo na podstavku začasno ustavil. S projektom v nevarnosti so skupine iz drugih ameriških mest, vključno iz Bostona in Philadelphije, ponudile, da plačajo celotno ceno za postavitev kipav zameno za njegovo prestavitev.
Joseph Pulitzer, založnik New York Worlda, je objavil kampanjo za zbiranje sredstev v vrednosti 100 tisoč dolarjev (danes bi bila ta vrednost okoi 2,3 miljone dolarjev). Pulitzer se je zaobljubil, da bo natisnil ime prav vsakega donatorja, ne glede nato, koliko denarja bi prispeval. Kampanja je zajela domišljijo Newyorčanov, zlasti ko je Pulitzer začel objavljati opombe, ki jih je sprejemal od darovalcev, npr. "Mlado dekle samo na svetu" je darovalo "60 centov na račun samoodpovedovanja." Ko so donacije začele prihajati, se je delo na podstavku nadaljevalo.
17. junija 1885 je francoski parnik Isère, naložen z zaboji razstavljenih delov Kipa svobode, varno pristal v Newyorškem pristanišču ob tem, ko so Newyorčani razkazovali svoj novoodkriti entuziazem za kip. Ladjo je podravilo 200 tisoč ljudi, poravnanih v vrsti, več sto čolnov jo je pozdravilo že na morju. Po petih mesecih dnevnih klicev za donacije je New York World 11. avgusta 1885 oznanil, da je bilo zbranih 102 tisoč dolarjev od 120.000 donatorjev, pri čemer je 80% vsega denarja bilo nakazanih v zneskih manjših od enega dolarja.
Četudi je bila kampanja uspešna, pa se je podstavek zgradil šele aprila 1886. Takoj zatem se je začelo sestavljanje kipa. Eifflovo železno ogrodje je bilo zasidrano v jeklene nosilce znotraj betonskega podstavka in sestavljeno.. Ko je bilo to končano, so se začeli previdno pritrjevati posamezni deli bakrene obloge. Zaradi širine podstavka ni bilo možno postaviti gradbenega odra, delavci so medtem, ko so nameščali oblogo, z vrvmi viseli z armature. Bartholdi je načrtoval namestiti reflektorje na balkonu bakle; teden pred odprtjem je ameriška vojaška enota inženirjev to zavrnila zaradi bojazni, da bi bili ladijski krmarji ob vožnji mimo spomenika oslepljeni. Namesto tega je Bartholdi v bakli (ki je bila pokrita z zlatimi lističi) izrezal odprtine in vanje postavil luči. Na otoku je bila instalitrana za te in ostale električne potrebe zgrajena elektrarna. Po položitvi bakrene obloge po celotnem ogrodju je pred odprtjem sledilo v pričakovanju le-tega še čiščenje otoka.

### Svečano odprtje
Slovesnost ob odprtju kipa, pod pokroviteljstvom ameriškega predsednika Groverja Clevelanda, nekdanjega guvernerja New Yorka, je potekala v popoldanskem času 28. oktobra 1886. Zjutraj je bila v samem mestu državna parada, katere se je po ocenah udeležilo od več sto tisoč do milijon ljudi. Na čelu parade je bil Cleveland, preden je stopil na tribuno in gledal mimohod pihalnih orkestrov iz celotne države. Glavni vodja sprevoda je bil general Stone. Sprevod se je začel na Madison Squareu, nekoč vojaškem prizorišču, po poti 5. avenije in Broadwaya nadaljeval proti južnemu koncu Manhattna Battery Parku, z rahlim obvozom, tako da je parada lahko šla mimo zgradbe New York Worlda na Park Rowu. Ko je parada šla mimo Newyorške borze, so borzni posredniki skozi okna metali konfete in s tem začeli z newyorško tradicijo konfetnih parad.
Pomorska parada se je začela ob 12:45, ko se je Cleveland vkrcal na jahto, s katero se je popeljal preko pristanišča na otok za svečano odprtje. V imenu francoskega odbora je imel prvi govor De Lesseps, sledil mu je govor predsedujočega newyorškemu odboru senatorja Williama Evartsa, ki se je končal z vzkliki. Naslednji je govoril predsednik Cleveland, ki je poudaril, da bo žarek svetlobe prebadal temo nevednosti in človeškega zatiranja, dokler ne bo Svoboda razsvetlila sveta. Bartholdi, opažen v bližini govorniškega odra, je bil pozvan, da spregovori, vendar je to odklonil. Govornik Chauncey M. Depew je sklenil govor z dolgotrajnim nagovorom.
Javnosti v času ceremonije ni bilo dovoljeno priti na otok, ki je bil rezerviran izključno za dostojanstvenike. Edini ženski, ki jima je bilo to dovoljeno, sta bili Bartholdijeva žena in de Lessepsova vnukinja. Lokalne sufražetke so se ob omejitvi počutile užaljene; najele so čolne in se približale otoku kolikor je bilo le mogoče. Voditeljice skupin so ob svojih govorih pozdravile utelešenje Svobode kot ženske in zagovarjale žensko volilno pravico. Načrtovani ognjemeti so bili zaradi slabega vremena prestavljeni na 1. november.

## Upodobitve
Po svetu se nahaja več sto replik Kipa svobode. Manjša različica kipa četrtine višine originala je bila poklonjena Parizu s strani ameriške skupnosti v Parizu; danes stoji na umetnem rečnem otoku Île aux Cygnes, obrnjen z obrazom proti zahodu k svoji večji sestri. Dobrih 9 metrov visoka replika je stala več let na vrhu Liberty Warehouse na Manhattnu, preden so jo umaknili v Brooklynski muzej. Kot prispevek patriotizma so ameriški skavti kot del svoje kampanje v letih 1949-1952 prispevali okoli dvesto replik kipa, visokih 2,5 metra, ameriškim zveznim državam in mestom. Čeprav neprava replika, znana kot Boginja demokracije, je bila začasno postavljena v času protestov na pekinškem Tiananmenu leta 1989; pri čemer so se kiparji trudili izogniti se direktnemu posnetku Kipa svobode. Med ostalimi rekonstrukcijami newyorških objektov se replika Kipa svobode nahaja kot del zunanjega videza New York-New York hotela in kazina v Las Vegasu.
Kot ameriška ikona je bil Kip svobode upodobljen na ameriških kovancih in znamkah. Pojavil se je na spominskih kovancih izdanih ob obeležitvi dvestoletnice 1986, na ameriškem platinastem orlu 1997, na newyorški izdaji četrtdolarskih kovancev 2001.
Upodobitve kipa je uporabilo več regionalnih ustanov. Država New York je v letih med 1986 in 2000 izdala registrske tablice vozil z upodobitvijo Kipa svobode. Ameriški ženski košarkarski klub New York Liberty uporablja tako ime kot podobo v svojem logu, na katerem plamen bakle služi tudi kot košarkarska žoga. Hokejski klub New York Rangersi imajo upodobljeno glavo Kipa svobode na svojih alternativnih dresih od leta 1997.
V svojem emblemu ga ima tudi Libertarna stranka Združenih držav.
Kip svobode je pogosto objekt v ljudski kulturi. V glasbi izraža ali podporo ameriški politiki, kot je to v primeru pesmi Tobyja Keitha "Courtesy of the Red, White and Blue", ali pa se pojavi na naslovnici albuma Deada Kennedyja "Bedtime for Democracy", v kateri nasprotuje Reaganovi upravi. V filmu predstavlja bakla Kipa svobode vrhunec Hitchcockovega filma iz leta 1942 Saboter. Ena najbolj znanih filmskih uprizoritev Kipa je iz filma Planet opic (1968), v katerem je viden napol zasut v pesku. V filmu iz leta 1996 "Dan neodvisnosti" je prevrnjen,, v "Cloverfieldu" mu je odtrgana glava. V romanu Jacka Finneya "Time and Again" predstavlja desna roka kipa, razstavljena v Madison Square Parku, ključno vlogo. Robert Holdstock, svetovalni urednik The Encyclopedia of Science Fiction, se je leta 1979 spraševal

Kje bi bila znanstvena fantastika brez Kipa svobode? Že desetletja se dviguje ali razpada nad mrtvilom zapuščene Zemlje - velikani so ga izkoreninili, vesoljci so si ga radovedno ogledovali,... simbol svobode, optimizma, je postal simbol znanstvenofantastičnega pesimističnega pogleda na prihodnost.